# Mindre soldatara
Mindre soldatara (Ara militaris) är en stor central- och sydamerikansk papegojfågel i familjen västpapegojor.

## Utseende
Mindre soldatara blir cirka 70 centimeter lång. Fjäderdräkten mestadels grön, med ljusgrönt huvud och olivfärgade vingar och rygg. Strupen är brun, nacken och de stora vingtäckarna har blåaktig ton, handpennornas ytterfan blå, nedre ryggen och övre stjärten ljusblå. Stjärten är rödbrun med ett brett blått änband, och undersidan av stjärtfjädrarna och vingpennorna är olivgula. De utsträckta nakna kindfläckarna uppvisar flera linjer av korta svarta fjädrar. Näbb och fötter är gråsvarta, och iris är gul.

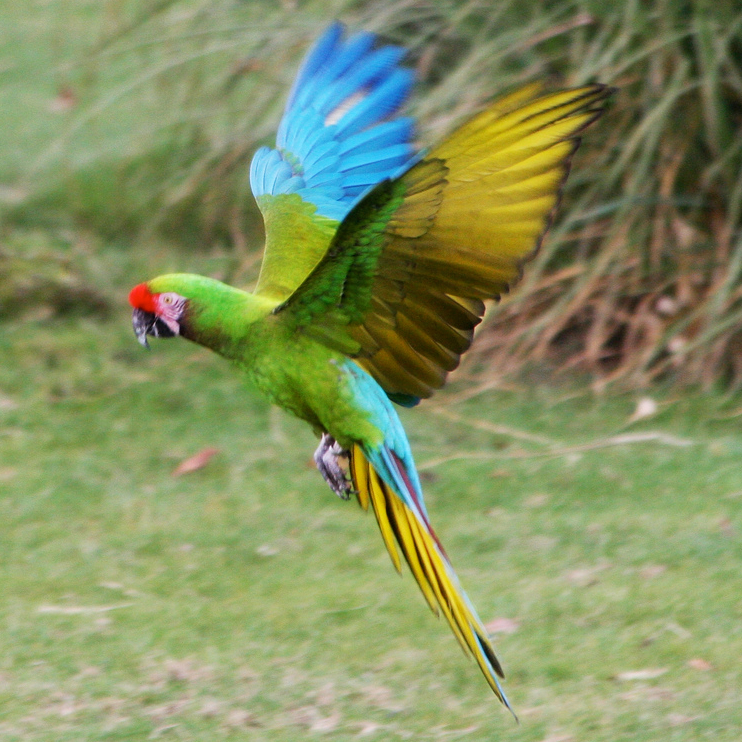

## Utbredning och underarter
Mindre soldatara har en vidsträckt men fragmenterad utbredning från Mexiko till Argentina. Den delas upp i tre underarter:
- Ara militaris mexicanus – förekommer i arida västra Mexiko från Sonora till Tehuantepecnäset
- Ara militaris militaris – förekommer från tropiska Colombia till nordvästra Venezuela, Ecuador och norra Peru
- Ara militaris bolivianus – förekommer i tropiska Bolivia och nordvästligaste Argentina

## Ekologi

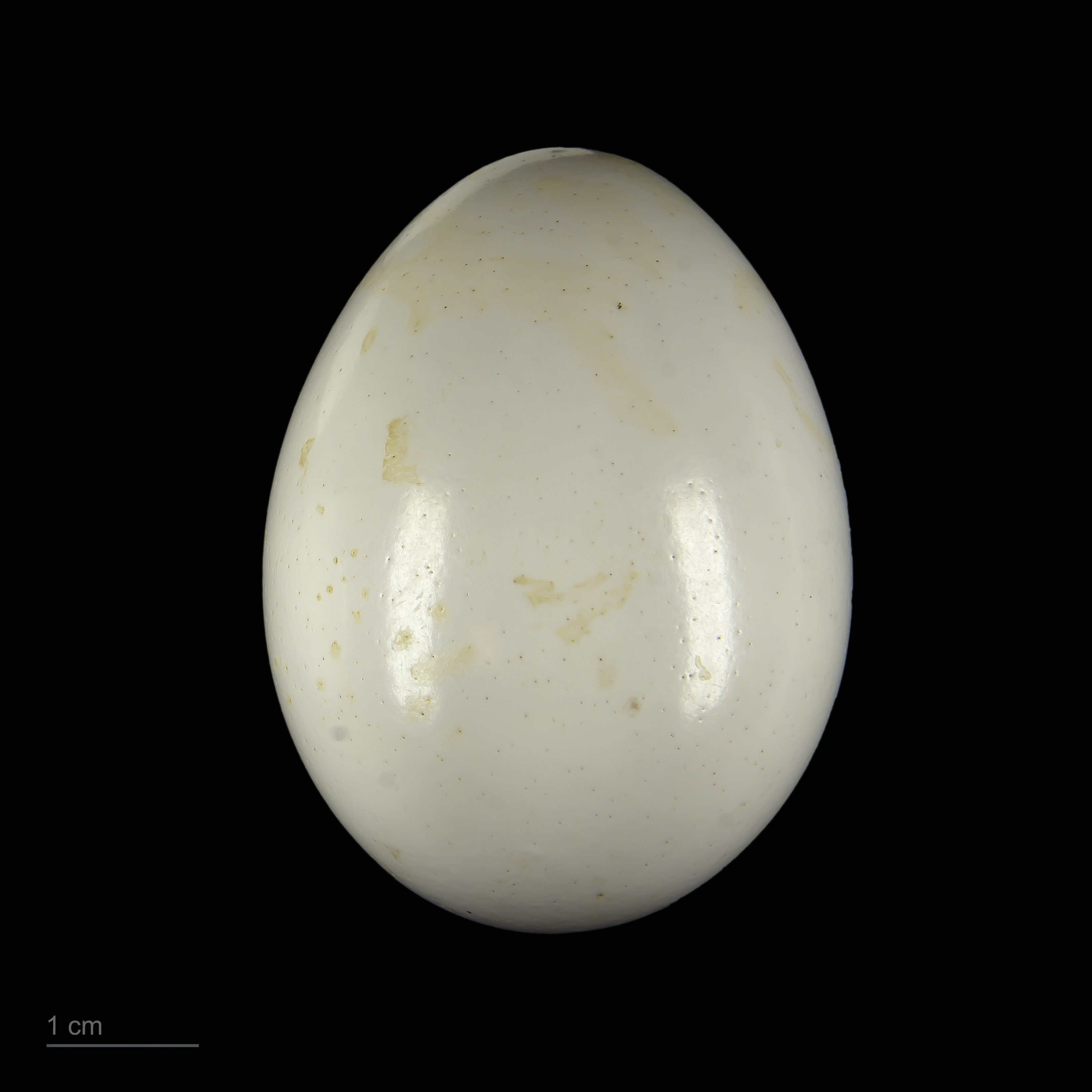
Ara militaris

Mindre soldatara förekommer i tropiska skogar, lövskog och strandskogar. Den lever i grupper om sex till 20 fåglar. På kvällen samlas flockar av upp till 500 fåglar vid gemensamma sovplatser. Häckningssäsongen börjar i de sydligare delarna av utbredningsområdet i december och några veckor senare i de nordligare områdena. Den lägger upp till tre ägg i varje kull. Ungarna blir flygfärdiga efter cirka 100 dagar. Mindre soldatara lever av frön och frukter.

## Status och hot
Mindre soldatara är hotad av fångst för vidare försäljning i burfågelindustrin samt biotopförlust och kategoriseras som sårbar (VU) av internationella naturvårdsunionen IUCN. Tidigare uppskattades världspopulationen till mellan 10 000 och 20 000 individer. Sentida uppskattningar tyder dock på att populationen är mindre än vad man tidigare trott. Sedan 2016 bedöms den bestå av endast 3 000–10 000 individer.